# Trentepohlia pallipes
Trentepohlia pallipes är en tvåvingeart som först beskrevs av Alexander 1914.  Trentepohlia pallipes ingår i släktet Trentepohlia och familjen småharkrankar. Inga underarter finns listade i Catalogue of Life.